# Fužine
Fužine (italsky Fusine) je vesnice a správní středisko stejnojmenné opčiny v Chorvatsku v Přímořsko-gorskokotarské župě. Nachází se asi 13 km jihozápadně od Delnice, 20 km východně od Bakaru a asi 29 km jihovýchodně od Rijeky. V roce 2011 žilo ve Fužine 685 obyvatel, v celé opčině pak 1 592 obyvatel.
Opčina zahrnuje celkem 6 trvale obydlených vesnic.
- Belo Selo – 50 obyvatel
- Benkovac Fužinski – 33 obyvatel
- Fužine – 685 obyvatel
- Lič – 504 obyvatel
- Slavica – 33 obyvatel
- Vrata – 287 obyvatel

Dříve se zde nacházely i vesnice Banovina, Pirovište a Potkobiljak. V Banovině žilo 151 obyvatel, v Pirovišti 44 obyvatel a v Potkobiljaku 10 obyvatel.
Blízko opčiny prochází dálnice A6. Vesnice leží u říčky Ličanky. Nedaleko se nacházejí dvě umělá jezera, a to Bajer a Lepenica. Taktéž se zde nachází rybník Potkoš.